# Āq Chātāl
Āq Chātāl (persiska: Āq Chatal, آق چتل, آق چاتال) är en ort i Iran.   Den ligger i provinsen Golestan, i den norra delen av landet, 400 km nordost om huvudstaden Teheran. Āq Chātāl ligger 341 meter över havet och antalet invånare är 333.
Terrängen runt Āq Chātāl är lite kuperad. Runt Āq Chātāl är det ganska glesbefolkat, med 48 invånare per kvadratkilometer. Närmaste större samhälle är Kowlī-ye Bāyandor, 18,8 km söder om Āq Chātāl. Trakten runt Āq Chātāl består till största delen av jordbruksmark.